# Acrocercops plectospila
Acrocercops plectospila là một loài bướm đêm thuộc họ Gracillariidae. Nó được tìm thấy ở Queensland.